# Torkar
Torkar je priimek več znanih Slovencev:
- Andraž Torkar (*1961), arhitekt; atlet?
- Angel Torkar (1900—?), član organizacije TIGR
- Anton Torkar (1922—1989), vojak, pisec spominov
- Barbara Torkar (*1965), atletinja
- Blaž Torkar (*1981), obramboslovec, vojaški zgodovinar, muzealec
- Brina Torkar (*1978), slikarka
- Domen Torkar, strokovnjak za logistiko - Civilna zaščita (Uprava RS za civilno zaščito in reševanje)
- Edo Torkar (*1952), pesnik, pisatelj, publicist in potopisec
- Franc Torkar (1880—1967), livar zvonov, metalurg
- Gašper Torkar (*1992), pesnik, elektronski glasbenik, večmedijski umetnik, producent
- Gregor Torkar (*1977), biolog, didaktik, naravovarstvenik
- Igor Torkar (pr.i. Boris Fakin) (1913—2004), dramatik, pesnik, pisatelj in publicist
- Jaka Torkar (1932—2002), slikar
- Julij Torkar (1905—?), bančni uradnik, član organizacije TIGR
- Katarina Torkar Papež (*1961), slovenistka in komparativistka, avtorica
- Klemen Torkar (*1983), operni pevec, tenorist
- Matej Torkar, generalni direktor direktorata za migracije MNZ
- Matija Torkar (1832—1902), duhovnik in nabožni pisatelj
- Neža Torkar, glasbenica harmonikarka
- Peter Torkar, župan Občine Gorje
- Polde Torkar, arhitekt
- Rado Torkar, novinar
- Rudolf Torkar (1912—2010), protifašist ("Črni brat")
- Silvo Torkar (*1954), jezikoslovec/imenoslovec, prevajalec (rusist)
- Stanka Geršak (r. Torkar) (1920—2018), športnica (atletinja, smučarka, hazena) in amaterska gledališčnica (igralka, režiserka) na Jesenicah
- Vinko Torkar (*1947), arhitekt, publicist, oblikovalec, slikar?
- Zdenka Torkar Tahir (*1956), etnologinja, muzealka (Jesenice)
- Zdenko Torkar, turistični delavec v Baški grapi
- Zora Torkar (*1962), etnologinja, muzealka (Kamnik)

## Etimologija
Prvič je bil priimek zapisan 1564 kot Thoregkher v Spodnjih Danjah, nastal pa je iz krajevnega imena Thoregkh, danes Torka (egkh v pomenu 'brdo', 'pomol', prvi del besede ni jasen), medtem ko se je v Baški dolini pojavil v urbarju 1633 kot Torchar v Kacenpohu, rovtu Bače, in istega leta kot Turker v Trtniku.